# Municipio de Leoti
El municipio de Leoti (en inglés: Leoti Township) es un municipio ubicado en el condado de Wichita en el estado estadounidense de Kansas. En el año 2010 tenía una población de 2234 habitantes y una densidad poblacional de 1,2 personas por km².

## Geografía
El municipio de Leoti se encuentra ubicado en las coordenadas 38°28′55″N 101°20′51″O / 38.48194, -101.34750. Según la Oficina del Censo de los Estados Unidos, el municipio tiene una superficie total de 1861,14 km², de la cual 1861,07 km² corresponden a tierra firme y (0 %) 0.06 km² es agua.

## Demografía
Según el censo de 2010, había 2234 personas residiendo en el municipio de Leoti. La densidad de población era de 1,2 hab./km². De los 2234 habitantes, el municipio de Leoti estaba compuesto por el 88,27 % blancos, el 0,85 % eran afroamericanos, el 0,49 % eran amerindios, el 0,13 % eran asiáticos, el 8,5 % eran de otras razas y el 1,75 % eran de una mezcla de razas. Del total de la población el 24,62 % eran hispanos o latinos de cualquier raza.